# TVR Iași
TVR Iași или Televiziunea Română Iași (с рум. — «Румынское телевидение — Яссы») — региональный румынский телеканал, вещающий на территории города Яссы, румынской исторической области Молдова. Подчиняется руководству Третьей программы Румынского телевидения.

## Краткая история
Работа студии Румынского телевидения отсчитывается от 3 ноября 1991, когда состоялся первый прямой эфир в рамках программы «Videomagazin» на Первой программе. С 1992 года Ясская студия Румынского телевидения состоит в организации CIRCOM Regional (европейской ассоциации региональных телестудий): тогда же она стала инициатором и организатором первого съезда Ассоциации.
Ясская телестудия ставит в эфир программы и фильмы с первых трёх программ Румынского телевидения, а также свои собственные проекты. В зону охвата входят румынские города и жудецы Яссы, Васлуй, Нямц, Вранча, Галац, Ботошани, Сучава и Бакэу. Вещание ведётся с 6:30 утра до 11 часов вечера.